# Amos Biwott
Amos Biwott (* 8. September 1947 in Nandi, Kenia) ist ein ehemaliger kenianischer Leichtathlet und Olympiasieger.
Vor den Olympischen Spielen 1968 in Mexiko-Stadt hatte Biwott erst dreimal einen 3000-Meter-Hindernislauf bestritten. Er lief auch einen damals ungewöhnlichen Stil, denn er war der Erste, der nicht seinen Fuß auf die Hürden setzte und dann absprang. Stattdessen überwand er die Hürde mit einem großen Kraftaufwand in einem einzigen Bewegungsablauf. Er war der einzige Läufer, der sowohl im Vorlauf als auch im Finale beim Überspringen des Wassergrabens keine nassen Füße bekam. Das Finale gewann er mit einem Vorsprung von sechs Zehntelsekunden auf seinen Landsmann Benjamin Kogo.
Diesen überraschenden Erfolg konnte er nicht wiederholen. Er wurde Dritter bei den British Commonwealth Games 1970, Sechster bei den Olympischen Spielen 1972 in München und Achter bei den British Commonwealth Games 1974. Seine persönliche Bestzeit von 8:23,73 min lief er im Vorlauf bei den Olympischen Spielen 1972. Danach beendete er seine Sportkarriere und war bei der kenianischen Gefängnisbehörde angestellt. Allerdings wurde er 1978 fristlos entlassen, nachdem er wegen Diebstahl strafrechtlich verfolgt worden war. Seither arbeitet er als Wachmann eines Stadions.